# 南部アフリカ聖公会
南部アフリカ聖公会（英語: Anglican Church of Southern Africa）は、アフリカ大陸南部に展開する聖公会で、アングリカン・コミュニオンに所属している。ここでいう南部アフリカとは南アフリカ共和国に限らず、ナミビア、レソト、エスワティニ、英領セントヘレナも含まれている。なお、かつてはモザンビークとアンゴラも管轄していたが、両国は2021年に新設のモザンビーク・アンゴラ聖公会に移行した。ボツワナ、マラウイ、ザンビア、ジンバブエは中央アフリカ聖公会の管轄である。
ケープタウンに本部を置いている。

## 歴史
アフリカ大陸南部が西ヨーロッパの植民地となったのはベルリン会議が開かれた1880年代だった。ナポレオン戦争後に支配権がオランダからイギリスに移った。これとほぼ同時にカトリック、プロテスタント双方の布教活動も進み、その影響力も増大した。イギリスやフランスが奴隷貿易を行ったことから、ヨーロッパ人と現地人との間に深刻な対立が生じたが、キリスト教は批判も反対もしなかった。
一夫多妻制を伝統とする地域でもあるので、欧州式のキリスト教を定着させるのは非常に難しかった。
アパルトヘイト時代、黒人司祭の活動は制限されていた。1984年、アパルトヘイト撤廃運動の功績が認められて、ケープタウン大主教デズモンド・ムピロ・ツツがノーベル平和賞を受賞した。
現在ではHIV対策にも取り組んでいる。